# Partido judicial de Logroño
El Partido judicial de Logroño es uno de los 3 partidos judiciales en los que se divide la Comunidad Autónoma de La Rioja, siendo el partido judicial n.º 3 de la provincia de La Rioja.
Comprende las localidades de Agoncillo, Ajamil, Albelda de Iregua, Alberite, Alesanco, Alesón, Almarza de Cameros, Anguiano, Arenzana de Abajo, Arenzana de Arriba, Arrúbal, Azofra, Badarán, Baños de Río Tobía, Berceo, Bezares, Bobadilla, Brieva de Cameros, Cabezón de Cameros, Camprovín, Canales de la Sierra, Cañas, Canillas de Río Tuerto, Cárdenas, Castroviejo, Cenicero, Clavijo, Cordovín, Daroca de Rioja, Entrena, Estollo, Fuenmayor, Gallinero de Cameros, Hormilla, Hormilleja, Hornillos de Cameros, Hornos de Moncalvillo, Huércanos, Jalón de Cameros, Laguna de Cameros, Lagunilla del Jubera, Lardero, Ledesma de la Cogolla, Leza de Río Leza, Logroño, Lumbreras, Manjarrés, Mansilla de la Sierra, Matute, Medrano, Murillo de Río Leza, Muro en Cameros, Nájera, Nalda, Navarrete, Nestares, Nieva de Cameros, Ortigosa de Cameros, Pedroso, Pinillos, Pradillo, Rabanera, El Rasillo de Cameros, Ribafrecha, Robres del Castillo, San Millán de la Cogolla, San Román de Cameros, Santa Coloma, Santa Engracia del Jubera, Sojuela, Sorzano, Sotés, Soto en Cameros, Terroba, Tobía, Torre en Cameros, Torrecilla en Cameros, Torrecilla sobre Alesanco, Torremontalbo, Tricio, Uruñuela, Ventosa, Ventrosa, Viguera, Villamediana de Iregua, Villanueva de Cameros, Villavelayo, Villaverde de Rioja, Villoslada de Cameros, Viniegra de Abajo y Viniegra de Arriba.
La cabeza de partido y por tanto sede de las instituciones judiciales es Logroño. Cuenta con siete Juzgados de Primera Instancia, tres Juzgados de Instrucción, tres Juzgados de lo Social, tres Juzgados de lo Penal, dos Juzgados de lo Contencioso-Administrativo, un Juzgado de Violencia sobre la Mujer y un Juzgado de Menores.